# CFCF-DT
CFCF-DT（仮想・VHFデジタルチャンネル12）は、カナダ・ケベック州モントリオールに認可されたCTVが直営するテレビ局。BCE (カナダの企業)の子会社であるベル・メディアが所有しており、Noovoの旗艦局であるCFJP-DT（チャンネル35）との複占の一部である。両方の放送局は、ダウンタウン・モントリオールにあるパピノー・アベニューとルネ・レヴェスク大通りの交差点にあるベル・メディアビル（旧モントリオール・テレポート（Montréal Téléport））のスタジオを共有しており、CFCF-DTの送信所はマウント・ロイヤルの頂上にある。

## 歴史

### カナダ・マルコーニ無線電信会社（1961年〜1972年）
CFCF-TVは、CFCFラジオ（600 AM、2010年に閉鎖される前の940 AMのCINW、及び106.5 FM、現：92.5のCKBE-FM）の所有者であるカナダ・マルコーニ無線電信会社によって、1938年に始まり、第二次世界大戦後に毎年、ライセンスの取得に何度か失敗した後に設立された。1960年にようやくライセンスを取得し、1961年1月20日17:45に放送を開始した。これは、ケベック州で2番目の個人所有の英語放送局で、ケベック・シティーのCKMI-TVは、4年前の1957年3月に開局した。 

1970年代後半から2001年まで使用されていたCFCFのクラシックなロゴ。

CFCF-TVは、元々エイボン・シアターの上にあった。停電により開会式が中断され、その後、警察（サービス・ド・ポリス・デ・ラ・ヴィル・ド・モントリオール）が階下のボールルームを襲撃し、サイレンが鳴り響き、多数の逮捕が行われた。ニュース番組『パルスニュース（Pulse News）』は、ボールルームからの騒音のためにいくつかの問題に直面した。CFCF-AM-FM-TVは、同年5月19日にモントリオールのパーク・エクステンション地区にあるオグルヴィ・アベニュー405番地の自社施設に移転した。
チャンネル12は、1961年10月1日にチャーター系列としてCTVに参加した。しかし、CTVの2番目に大きい系列局としてのステータスにもかかわらず、CTVとの関係は何年にも渡ってやや厳しいものだった。長年に渡ってチャンネル12の多数の所有者がそうであったように、カナダ・マルコーニは、CTVの旗艦局であるトロントのCFTO-TVがネットワークにあまりにも大きな影響を与えていると感じた。

### マルチプル・アクセス（1972年〜1979年）
1968年、カナダ・ラジオテレビ通信委員会（CRTC）は、全ての放送局がカナダの80%を所有することを要求した。カナダ・マルコーニは、イギリスに本拠を置くゼネラル・エレクトリック・カンパニーの子会社であり、放送部門全体（CFCF-TV、CFCF (AM)、CFQR-FM、CFCX）を市場に出すことを余儀なくされた。オタワのCJOH-TVの所有者であるアーニー・ブッシュネルに売却する契約は、ブッシュネルが必要な資金を確保できなかった1971年春に崩壊した。同年後半、カナダ・マルコーニは、ブロンフマン家が所有するコンピュータ・電気通信会社のマルチプル・アクセスに売却することに同意した。そうすることで、カナダ・マルコーニは、カナダで最も古いラジオ局であると長い間主張していたCFCFへの当初の投資からかなりの利益を得た。
CRTCがCFTOの所有者であるバトン・ブロードキャスト・システム（他のCTVパートナーは売却に反対し、バトンはチャンネル12が買収に含まれていないラジオ局の買収には興味が無かった）とCHUMリミテッドによる買収オファーの承認を拒否した後、マルチプル・アクセスは買収した（モントリオールのラジオ所有権の制限を満たすためにどのラジオ局を売却するかが決まっていないため）。この間、マルチプル・アクセスはトロントのCITY-TV（CHUMと）の共同所有者でもあった（バトンとCHUM-CITYの両方からCHUMのテレビ局を除いたものがCTVglobemediaになり、後にCTVとCFCFの現在の所有者であるベル・メディアとなった）。

### CFCF株式会社（1979年〜1992年）
1979年、マルチプル・アクセスはCFCF-TVとその制作会社であるシャンプラン・プロダクションズ（Champlain Productions）をジャン・プリオが率いるCFCF株式会社（CFCF Inc.）に売却した。これは、マルチプル・アクセスのモントリオール放送事業を買収するためのバトン（今回は喜んでパートナー）による取引が失敗した後に起こった。CHUMは、マルチプル・アクセスのトロント事業（CITY-TVのシェア）の買収に成功した。その後、VHSとベータマックスVCRの人気により、深夜に古典的なテレビ番組や映画でいっぱいの24時間スケジュールを放送し始めた。現在、深夜に主にインフォマーシャルを放送している。
CFCF株式会社は、1982年にプリオ （Pouliot）に買収され、1985年に公開されたCFケーブルTVの資産を含むように拡張された。1986年、CFCFは、Pouliotの新しいフランス語ネットワークであるテレビジョン・キャトル＝セゾンズ（TQS）の旗艦局で、現在はNoovoとして知られている姉妹局のCFJP-TVを獲得した。TQSは、初期の殆どを深刻な経済的困難に費やし、チャンネル12からの収益は、それを浮かび上がらせた全てだった。2年後、ラジオ局はマウント＝ロイヤル・ブロードキャスティングに売却され、1年後にCFCFビルから移動した。1986年には、フランス語に対応する『アクション・リアクション』と同様に、『ザ・ニュー・チェーン・リアクション』がそこで収録され、CFCFがカナダのゲーム番組の本拠地にもなった。『ザ・ニュー・チェーン・リアクション』は当初、カナダのミュージシャン、ブレイク・エモンズがホストを務めていたが、僅か数週間で辞めた。その後、プロデューサーのボブ・スチュワート (テレビプロデューサー)がジェフ・エドワーズを連れてきて彼に取って代わり、次に、CFCFのスタッフアナウンサーであるロッド・シャルルボワ（Rod Charlebois）に、カンコンの要件を満たすためのオンエアの役割が与えられた。同バージョンは、1991年までカナダのグローバルとアメリカのUSAネットワークで放送された。

### キャンウェスト・グローバルとビデオトロン（1992年〜1997年）
1990年代に、キャンウェスト・グローバル・コミュニケーションズからの投資により、会社に経済的救済がもたらされた。その見返りとして、CFCF-TVは、モントリオールのグローバルリピーター局に申請するキャンウェストの計画の邪魔をしなかった。しかし、キャンウェスト・グローバルは、税の問題を理由に考えを変えた。ただし、CFCF-TVがいくつかのグローバル番組を放送できるようにしたが、既にCitytvからいくつかの番組を放送していた。これは、CFCF-TVでのグローバルの影響力の終わりではなかった。
1997年、TVA (カナダのテレビネットワーク)はCKMIの支配権をキャンウェストに売却した。両社は、モントリオールのCKMIリピーターとモントリオールの大規模なスタジオ複合施設と共に、CKMIをグローバル系列局に変える計画を発表した。プリオは新たな競争の可能性に恐れを抱き、脱出することを決心した。彼は当初、CFCF-TVをビデオトロンに売却することを計画していた。ただし、ビデオトロンはTVAも所有しており、CKMIの49％の株式を保有していた。これにより、モントリオールの全ての民間局（CFCF、CKMI、CFJP、TVA旗艦局のCFTM-TV）に1つの会社が大きな出資をすることになる。
ビデオトロンはCRTCがそのような取り決めを決して承認しないことを知っていたため、CFCF-TVを、ブリティッシュコロンビア州のCHAN-TV・CHEK-TV、オンタリオ州のCHCH-TV、アルバータ州のいくつかの局も所有していたウェスタン・インターナショナル・コミュニケーションズ（WIC）に売却した。今後数年間で、CFCFはCTV番組の放送を週40時間の基本スケジュールより少しだけ削減した。これは、WICとCTVの間の長年の緊張によるもので（CFTOとバトンがネットワークに過度の影響を与えていると感じたという点で、CFCFによって提起された問題と同様の問題から生じている）、CFCF-TVは残りのスケジュールをWIC独自の番組ライブラリで埋めた。オタワのCJOHは、1980年代と1990年代の殆どの間、モントリオールでケーブルで利用可能だったため、これは最初は問題にならず、CJOHはオンタリオ州コーンウォールでリピーターを運営しており、その到達範囲はモントリオールに達する。一方、TQSはケベコアに売却され、後にコジェコとBell Globemedia（後にCTVglobemedia、現：ベル・メディア）に売却された。
1997年以前、CHCHとCITYがオタワ地域で再放送送信所を売却したとき、地元のケーブル会社もCFCFを搬送していた。CHCHとCFCFがいくつかの番組を共有していたため、ロジャーズ・ケーブルを除いてCFCF-TVはこれらのシステムから削除された。また、この頃、CJOHは、その所有者であるバトンがCTVの支配権を買収した後、モントリオールのケーブルシステムから削除された。

### CTV（2001年〜現在）

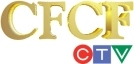
CFCF-TVの以前のロゴ（2001年 - 2005年）。2005年10月の時点で、コールサインが付いたロゴはCTV系列局では使用されなくなった代わりに、それらはすべてメインのCTVロゴを使用する。

キャンウェストは2000年にWICのテレビ資産を買収した。ただし、CRTCは、キャンウェストがCFCF-TVをCKMIと複占することを許可しなかった。委員会は、モントリオール地域の英語圏の人口は少なすぎて、市内の民間の英語圏の放送局の複占を許可できないと信じていた。ただし、キャンウェストは、WICが前年に買収した多文化放送局のCJNT-TVを維持することができた。CFCF-TVは信託下に置かれ、短期間に売却されなければならなかった。2001年、所有権をめぐるこれら全ての論争の中で、CTVの所有者であるベル・グローブメディア（Bell Globemedia）が買収した。CFCF-TVは、自身の拠点を40年間マスターしてきた後、CTV/ベル・グローブメディアとの契約を通じて、その独立性と機動性の多くを失った。
2001年秋のテレビシーズンの開始に伴い、CFCFは正式に完全なCTVスケジュールを採用した。ニュース放送は、一般的な『CFCF News』を支持して、長年のタイトル『Pulse』を削除した。しかし、『Pulse』ブランドは非常にしっかりと確立されていたため、視聴者はニュース番組を今日でも同タイトルで呼称している。また、他の全てのCTV所有局と同様の新しい金色のコールレターロゴ、同様のプロモーションとニュース放送のグラフィックを採用した。
2003年、ダウンタウン・トロントの東部にあるパピノー・アベニューのスタジオに移転し、マスターコントロールオペレーションはCTV旗艦局のCFTOの本拠地であるトロントの9 チャンネル・ナイン・コートに移転した。このような状況で、CFCF-TVはバンクーバーのCIVT-TVを追い抜き、スタジオが繁華街にあるCTV 直営局で最大の市場となった（トロントのCFTO-TV/DTは、設立以来、同じ9 チャンネル・ナイン・コートスタジオで運営されていた）。この地域は現在、モントリオール（およびフランスカナダ）の主要なメディア地区になっており、CBCテレビジョン/Ici Radio-Canada Télé、Télé-Québec、Réseau des sports、TVAのスタジオ施設は全て数ブロック以内にある。
2005年10月3日、コールサインの使用を放送上で終了し、代わりに単に「CTV」としてブランド化し、ニュース放送は『CTVニュース（CTV News）』となった。このタイプのブランド変更は、ネットワーク全体に共通のブランドを提供するために、国内の全ての系列で開始された。
2005年までに、ベル・グローブメディアは親会社のベル・カナダ・エンタープライズによって非中核資産と見なされ、トムソン家を含む投資家グループに売却された。ベル・グローブメディアグループ（CTVネットワーク全体、及びグローブ・アンド・メディア、その他の様々なチャンネルとメディア資産で構成されている）は、2006年後半に「CTVglobemedia」に名称変更された。2011年4月、BCEはCTVglobemediaの完全な所有権を再取得し、新しい部門の名称を「ベル・メディア（Bell Media）」に変更した。新しいメディアの巨人はまた、2006年にA-Channel系列局、マッチミュージック、その他のさまざまな専門チャンネルを含むCHUMリミテッドの持ち株を取得した。しかし、CHUMの取引は、カナダにおけるメディアの集中度の高さについても深刻な問題を提起した。この新しいコングロマリットは、カナダのいくつかの市場で複数のテレビ局を所有しており、失業や削減の懸念が高まっていた。
2009年、1977年から2009年までの32年間、12月の最初の週末に連続して放送された『テレソン・オブ・スターズ（Telethon of Stars）』を終了したことは、金融危機の結果としてCTVによって行われた予算削減によるものだった。2010年12月、『テレソン・オブ・スターズ』はインターネット（8時間のウェブキャスト経由）でしか見ることができず、テレビに相当する放送はなかった。その後まもなく完全に終了された。
2009年8月4日に竜巻がモントリオールから約240km（149マイル）離れたモン・ローリエ近郊を通過したことによって残された残骸の映像を撮影していた44歳のCTVカメラマンのヒュー・ハウグランドが、同年8月5日、ヘリコプターが現地で墜落し、搭乗していたハウグランドが死亡した。ハウグランドはカナダのジャーナリストであり、CFCF-TVの元ニュースキャスターだったビル・ハウグランドの息子である。墜落死したもう一人は、60代のベテランパイロットで地元の実業家であるロジャー・ベランガーだった。

## ニュース運用
現在、毎週20時間半のローカルで制作されたニュース放送を放送している（平日：3時間半、土・日曜日：1時間半）。モントリオールのダウンタウンにあるスタジオには、CTVニュースネットワーク部門のモントリオール支局もある。
1986年以来、CFCFの夕方のリードアンカーの1人はムツミ・タカハシである。アニー・デメルト（Annie DeMelt）は週末版の現在のリードアンカーであり、ポール・カルワツキー（Paul Karwatsky）は17:00と23:30のニュースのアンカーを務めている。その最も有名なアンカーの1人であるビル・ハウグランドは2006年11月30日の放送を最後に、現在は引退している。ハウグランドはCFCFで40年以上勤務していた。彼は1960年代と1970年代に主要なニュース記事を報道した後、1970年代後半にリードアンカーとなった。ハウグランドはよく知られた人で、彼の最終日に放送された特別番組『Farewell to Bill』で、同僚、視聴者、元首相から同様に称賛された。2006年12月、ハウグランドは別のベテランニュースアンカーであるブライアン・ブリットに置き換えられた。ブリットも2008年7月24日に引退し、その後トッド・ヴァン・デル・ヘイデンに完全に置き換えられた。有名な引退したホッケーアナウンサーのディック・アーヴィン・ジュニアは、CFCF-TVの長年のスポーツディレクター兼アンカーでもあった。
2009年3月10日まで、CFCF-TVは、平日6:00に『カナダAM』の最初の30分間を先取りした『First News』と呼ばれるニュース番組を放送し、ハーブ・ラフトがアンカーを務め、『カナダAM』の開始時刻を早めるために終了され、6:00から番組全体が放送された。『カナダAM』で見られた朝のニュース要約も打ち切られた。ラフトは、リポーターとしての役割を継続した。これらの終了は、経済危機のためにCTVによって行われた継続的な削減の一部だった。
2011年5月11日、長年、23:30のニュースキャスターを務めたデブラ・アルベック（Debra Arbec）が退職し、CBC直営局のCBMT-DTのメインアンカーとなることが発表された。同年5月の残りとその後6月の間、他の様々なアンカーが穴を埋めた。CTVリポーター/元CJAD・CJFMニュースアナウンサーのキャサリン・シェリフス（Catherine Sherriffs）は、7月4日にアルベックの恒久的な後任アンカーとなった。
2011年12月2日、トッド・ヴァン・デル・ヘイデンは、同月末に退職してトロントのCTVニュースチャンネル (カナダのテレビチャンネル)のアンカーに就任すると発表した。2012年以降、恒久的なアンカーが見つかった時に、週末のアンカーであるカルワツキーがヴァン・デル・ヘイデンに代わる暫定アンカーとして任命された。2012年1月18日の夕方、カルワツキーが恒久的な共同アンカーの地位を占めることが公式に発表された。
2014年7月29日、CTVモントリオールのゼネラルマネージャーによっていくつかの一時解雇が発表された。その中には、当時産休中だったキャサリン・シェリフス（Catherine Sherriffs）がおり、23:30のニュースを務める仕事はもうなくなったと言われた。代わりに、ポール・カルワツキーは、すでに午後6時、場合によっては午後11時30分のニュースを共同でアンカーし、23:30のスポットのアンカーとして恒久的に引き継いだ。
2017年6月20日、ローカルスポーツニュース番組が終了された結果、長年のアンカーであるランディ・タイマン（Randy Tieman）、リポーターのブライアン・ワイルド（Brian Wilde）、週末版アンカーのショーン・コールマン（Sean Coleman）を含むスポーツ部門全体が即座に解雇された。
2017年11月14日、ポストスクリプトの社説で最もよく知られている長年のエグゼクティブプロデューサーであるバリー・ウィルソン（Barry Wilson）は、ベル・メディアの継続的なコスト削減策の一環として解雇された。
2020年9月4日、ニュースアンカーのポール・カルワツキー（Paul Karwatsky）がCTVを去り、キャロライン・ヴァン・ヴラーディンゲン（Caroline Van Vlaardingen）が暫定的に穴を埋めた。同年11月9日に、マヤ・ジョンソン（Maya Johnson）が17:00と23:30のニュースのアンカーとして引き継ぐことが発表された。
2021年2月1日、ベル・メディアの継続的なコスト削減の一環として、ケベック・シティーのリポーター職の廃止を発表した。

## デジタルテレビと高解像度

### サブチャンネル
| デジタルサブチャンネル | 解像度 | アスペクト比 | PSIPショートネーム | 番組                  |
| ---------------------- | ------ | ------------ | ------------------ | --------------------- |
| 12.1                   | 1080i  | 16:9         | CFCF               | メインCFCF-DT番組/CTV |

### アナログからデジタルへの変換
2009年12月1日と2010年9月に、それぞれビデオトロンとベル・ファイブ（Bell Fibe）に高解像度フィードの提供を開始した。そのデジタル信号は、2011年1月28日に一時的な移行前のUHFチャンネル51で地上波で発信された。
2011年8月31日、CRTC指定の必須市場にあるテレビ局がアナログ放送からデジタル放送に移行した際、デジタル信号をチャンネル51からVHFチャンネル12に移した。アナログ信号と一時的なデジタル送信所のシャットダウンは、同日23:30のニュース放送の直後に実施した。

## 海外での姉妹放送局
- 広島ホームテレビ（ 日本・広島県、テレビ朝日系列） - 1990年に締結